# Lydia Thompson (burlesque)
Ne doit pas être confondu avec Lydia Thompson (rugby à XV).
Lydia Thompson, née Eliza Thompson le 19 février 1838 à Londres (Royaume-Uni) et morte le 17 novembre 1908, est une actrice, danseuse et productrice de théâtre britannique.
Après avoir dansé et joué dans des pantomimes en Grande-Bretagne, puis dans le reste de l'Europe, à l'adolescence, dans les années 1850, elle devient une danseuse et une actrice de premier plan dans le burlesque (en), sur la scène londonienne. Elle introduit le burlesque victorien en Amérique avec sa troupe, les British Blondes, en 1868, qui connait un grand succès et une grande notoriété, donnant naissance au burlesque américain. Sa carrière commence à décliner dans les années 1890, mais elle continue à se produire dans les premières années du XXe siècle. 

## Biographie

### Jeunesse
Eliza Thompson naît à Brydges Street, dans le quartier de Covent Garden à Londres. Son père est Philip Thompson (c.1801-1842) et sa mère est Eliza (née Cooper). Son père est propriétaire du pub Sheridan Knowles. Eliza est la seconde de trois enfants, dont l'actrice du cinéma muet Clara T. Bracy (en). Son père meurt en 1842 et sa mère se remarie avec Edward Hodges. À l'âge de quatorze ans, Thompson quitte la maison et commence sa carrière sur scène en tant que danseuse professionnelle.
En 1852, elle devient membre du corps de ballet du théâtre de Sa Majesté. L'année suivante, elle joue un rôle solo, Little Silverhair, dans la pantomime Harlequin and the Three Bears, ou Little Silverhair and the Fairies au Theatre Royal Haymarket.
En 1854, elle danse à l'ancien Globe Theatre de Blackfriars Road, dans la comédie musicale de James Planché, Mr Buckstone's Voyage Round the Globe. Plus tard, cette année-là, elle attire l'attention du public au St James's Theatre (en) dans The Spanish Dancers, une burletta de Thomas Selby, dans le rôle de la célèbre danseuse Señora Perea Nena. Le quotidien The Times rejette la pièce mais fait l'éloge de sa performance : « Ce n'était pas du burlesque, c'était une excellente danseuse qui suivait les pas d'une autre, captant l'esprit de son modèle et rivalisant avec elle dans l'audace de son exécution. La jeunesse et la beauté de Miss Thompson ont donné un charme supplémentaire à ses exploits andalous. ».
Elle y joue également dans le burlesque Ganem, the Slave of Love et dans le ballet-farce Magic Toys. Ces représentations apportent une période de prospérité à ce qui est considéré comme l'un des théâtres les plus malchanceux de Londres.
Elle apparaît également cette année-là dans The King's Rival de Tom Taylor et Charles Reade (le premier rôle londonien de John Lawrence Toole), Beauties of the Harem, et, toujours au Haymarket, dans le rôle phare de la pantomime de Noël Little Bo Peep, ou Harlequin and the Girl who Lost her Sheep. Elle revient ensuite pour compléter la saison au St James's dans Cupid's Ladder et au spectacle de fées, The Swan and Edgar.

### Danseuse star

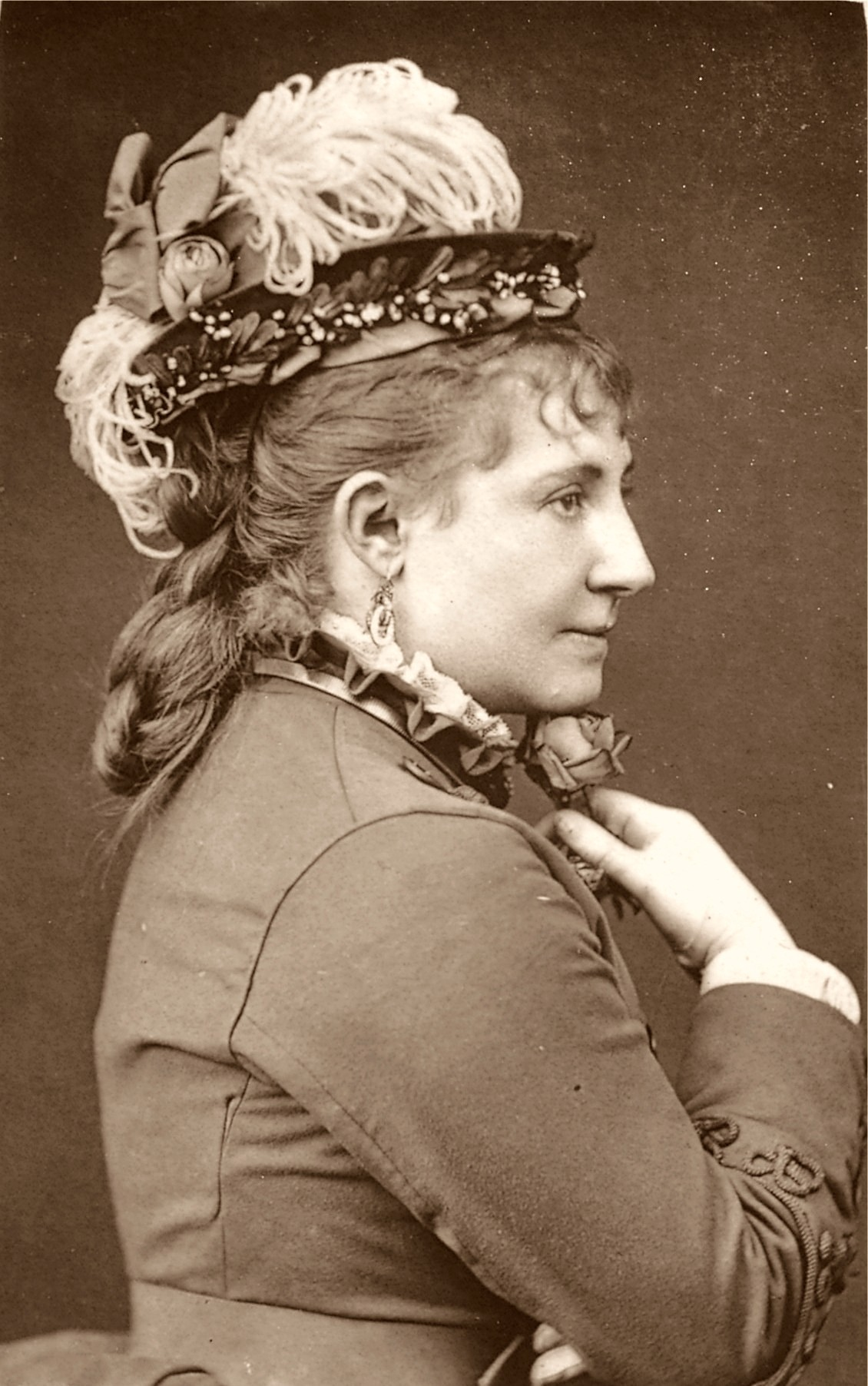
Lydia Thompson.

Encore adolescente, Lydia Thompson fait ensuite une tournée en Europe, pendant plus de trois ans. Elle danse en Russie, en Allemagne, en Autriche, en France, en Scandinavie et ailleurs « se faisant remarquer par la dextérité de sa danse - qui comprenait le Highland Fling et le Hornpipe - ainsi que par les charmes de sa personne et la vivacité de son personnage ». Elle rentre en Angleterre, à l'été 1859, et The Times la décrit alors comme « l'une des plus éminentes danseuses anglaises ».
Pendant la saison d'hiver 1859-1860, Lydia Thompson danse au St James's, dans plusieurs pièces, dont Virginius, ou The Trials of a Fond Papa, Virginus, le burlesque de Lester Buckingham, Valentine dans Magic Toys, Dolly Mayflower dans Black-Eyed Susan et Young Norval dans le ballet-burlesque My Name is Norval. En 1860, Thompson se produit au Queen's Theatre de Dublin. 
En 1860-1861, au Lyceum Theatre, elle joue à nouveau dans Magic Toys, le rôle de Morgiana dans le burlesque The Forty Thieves (en), au Savage Club, la farce The Middy Asthore, le rôle de Fanchette dans The Pets of the Parterre de George Loder (en) et celui de Mephisto dans la féerie Chrystabelle, or the Rose Without a Thorn. Elle joue également Norah dans la première production de la comédie d'Edmund Falconer (en), Woman, or, Love Against the World, le rôle de Blondinette dans Little Red Riding Hood et a un rôle dans le burlesque de William Brough (en) dans The Colleen Bawn (en), intitulé The Colleen Bawn Settled at Last.
En 1863, Thompson épouse John Christian Tilbury, un maître d'équitation, avec lequel elle a bientôt une fille. Elle retourne sur la scène de l'Alabama au théâtre de Drury Lane. Son mari meurt quinze mois après leur mariage, dans un accident de steeple-chase, en 1864, alors qu'il était sur son cheval.
Dans les années qui suivent, elle alterne les tournées à Londres et en province, alternant la danse et le théâtre. En 1864, à l'ouverture du nouveau Theatre Royal à Birkenhead, dirigé par Alexander Henderson (1828-1886), elle crée le rôle phare dans le burlesque Ixion de Francis Burnand (en). Elle rejoint la compagnie d'Henderson au Prince of Wales's Theatre, à Liverpool, avec les jeunes acteurs montants Squire Bancroft (en), Marie Wilton (en) et Henry Irving. Elle y joue dans Ernani de Brough (1865), dans le rôle de Max dans Der Freischütz, de Weber (1866), dans le rôle du prince Buttercup dans The White Fawn, dans le rôle de Massaroni dans le burlesque The Brigand et dans le rôle du prince Florizel dans un autre burlesque, Perdita. Thompson excelle dans le rôle de garçon principal, dans le burlesque : « Elle était charmante à regarder, une bonne chanteuse, une danseuse vraiment intelligente, et la vie et l'âme de la scène lorsqu'elle était sur scène ». Parmi les autres succès londoniens, de 1866-1868, on peut citer, au Drury Lane, Sophonisba dans Wanted Husbands For Six de Delibes et au Strand Theatre (en), Blue-Beard (d'après la version de Jacques Offenbach) et Darnley dans The Field of the Cloth of Gold.

## L'Amérique et les années suivantes

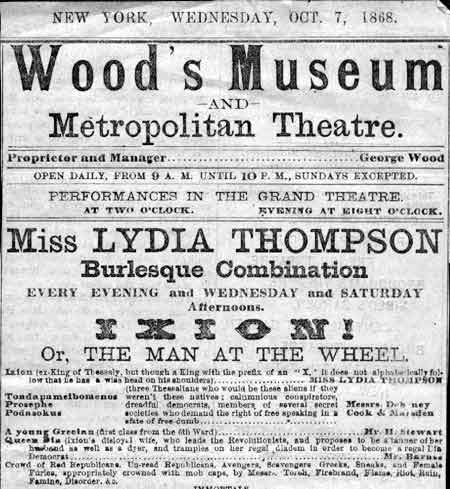
Annonce d'Ixion (1868).

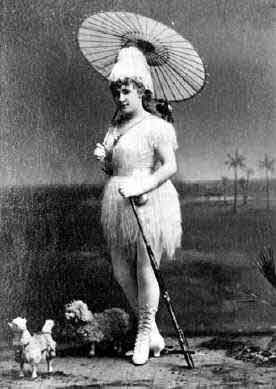
Lydia Thompson (vers 1870).

Lydia Thompson épouse Henderson, et tous deux s'embarquent en août 1868, pour l'Amérique, à la tête d'une petite troupe théâtrale. Ils adaptent le burlesque anglais populaire au public new-yorkais de la classe moyenne en y ajoutant des références locales et d'actualité et en retravaillant les paroles de chansons populaires, tout en conservant les couplets rimés et les jeux de mots comiques de la forme burlesque. Son burlesque révolutionnaire est très nouveau en Amérique et reçoit d'abord beaucoup d'éloges. Son premier spectacle, Ixion, connait un énorme succès. Leur spectacle comprend de l'humour, de la parodie, de la chanson, de la danse, du spectacle et de la musique.
La troupe de Thompson, appelée les British Blondes, est le divertissement le plus populaire, à New York, pendant la saison théâtrale de 1868-1869. « Les excentricités de la pantomime et du burlesque - avec leur curieuse combinaison de comédie, parodie, satire, improvisation, chant et danse, numéros de variété, travestissement, effets scéniques extravagants, blagues osées et costumes coquins - tout en étant assez familiers au public britannique, ont pris d'assaut New York,. » La tournée prévue pour six mois se transforme en une tournée extrêmement réussie de près de six ans et, au cours des deux tournées suivantes, les British Blondes attirent des foules énormes dans les principaux théâtres des États-Unis. La troupe lance la carrière de plusieurs actrices, dont Markham, Alice Burville (en), Lisa Weber (en), Rose Coghlan ainsi que celle du comédien Willie Edouin (en). Elle suscite également de vives critiques de la part de ceux qui estiment qu'elle transgresse les limites de la bienséance. Les spectacles burlesques, communément appelés leg-shows, commencent par être très disciplinés, intelligents et sophistiqués, attirant toutes sortes de personnes, en particulier des femmes. Cependant, « le public féminin pour le burlesque n'a pas duré longtemps. Au cours de l'été 1869, une vague d'"hystérie anti-burlesque" dans la presse new-yorkaise a fait fuir le public de la classe moyenne qui avait été initialement attiré par Ixion et a envoyé la troupe de Thompson en tournée nationale de façon prématurée ».
Après cet arrêt prématuré, la haine envers le burlesque américain continue de croître. Les spectacles de Thompson sont décrits comme un « spectacle honteux de jambes rembourrées qui gigotent et se tortillent dans les folies insensées et les indécences du moment ». Le Times qualifie leurs spectacles de « parodie idiote de la masculinité ». Richard Grant White, spécialiste de Shakespeare, qualifie le burlesque de « monstrueusement incongru et contre nature ». Le New York Times ne cesse d'exprimer son dégoût du burlesque, allant même jusqu'à titrer un article avec le plaidoyer Exit British Burlesque.
Les réflexions sur la vertu de ses danseuses par Wilbur F. Storey (en), le propriétaire du Chicago Times (en), conduisent Thompson et sa troupe à afficher pour la première fois des avis qualifiant Storey de « menteur et lâche » et appelant à la sympathie de la population. Puis, le 24 février 1870, Thompson, son mari et sa collègue, Pauline Markham, cravachent Storey sous la menace d'un fusil, ce qui leur vaut d'être arrêtés et condamnés à une amende. Thompson déclare à un journaliste que Storey « l'avait appelée par l'épithète la plus odieuse qui puisse être appliquée à une femme, et qu'elle ne pouvait plus le supporter ». Il en résulte une plus grande publicité et une plus grande popularité pour la troupe. L'actrice Olive Logan proteste : « Je ne peux conseiller à aucune femme de monter sur scène avec l'influence démoralisante qui semble ici prévaloir chaque jour davantage, lorsque ses plus grandes récompenses sont gagnées par des créatures au visage effronté, tachées, aux cheveux jaunes et aux membres rembourrés, alors que les actrices de la vieille école — bien entraînées, décentes — ne peuvent pas gagner leur vie. ». Thompson poursuit sa tournée en Californie et au Nevada.

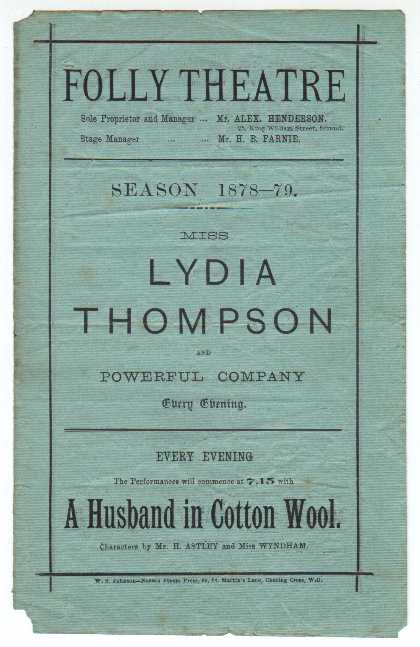
Programme du Folly Theatre (1878-1879).

Thompson, Henderson et sa troupe rentrent finalement en Angleterre, en 1874, et elle reprend ses rôles principaux dans des productions londoniennes et provinciales, notamment les burlesques de Barbe Bleue de Henry Brougham Farnie (en), qui avait déjà eu un grand succès en Amérique, Robinson Crusoé, et Carmen, or, Sold for a Song de Robert Reece (en), ainsi que Piff-Paff (Le Grand Duc de Matapa), Oxygen, The Lady of Lyons, Pluto ! et d'autres productions burlesques. Dans sa production de Barbe Bleue, elle reçoit une critique dans l'Illustrated Sporting and Dramatic News affirmant que « le jeu de Mlle Lydia Thompson, même le plus pointilleux, ne peut pas trouver de faille. Ses amusements chics, ses ensorcellements d'abandon, ses charmes personnels ravissent et en effet, dans tout ce qu'elle fait, qu'elle parle, chante ou danse, elle exerce sur son public une influence parfaitement irrésistible, prenant d'assaut le cœur de tous ceux qui la voient et l'entendent ». L'auteur baptise Thompson la sauveuse du burlesque, une forme d'art autrefois mourante, en disant : « Le nom de Miss Lydia Thompson a agi comme un charme et a ramené à la vie des personnes apparemment mortes ».
Henderson achete le Folly Theatre (en), en 1876, qui devient une maison du burlesque, avec Thompson dans les rôles principaux. La première pièce est une production de Bluebeard. Dans les années qui suivent, Thompson retourne plusieurs fois en Amérique, où elle reste populaire. Elle se sépare de Henderson, mais les deux continuent à travailler ensemble jusque dans les années 1880. En 1881, après deux ans de retraite, elle revient sur la scène en tant que Mme Kingfisher dans la farce Dust.
Thompson retourne à New York, après la mort de Henderson en 1886, et de nouveau pendant les saisons d'hiver 1888 et 1891. En 1887, elle fait l'ouverture du Royal Strand Theatre (en) de Londres, sous sa propre direction, dans l'opéra-comique d'Alfred Cellier, The Sultan of Mocha (en). Elle joue ensuite dans le vaudeville-opérette français Babette (1888, Antonio), mais sa voix est jugée inadaptée, après quoi sa carrière commence à décliner. Ses dernières prestations américaines ont lieu en 1894 dans The Crust of Society dans un rôle secondaire. De retour à Londres, George Edwardes (en) la fait jouer brièvement dans la comédie musicale édouardienne (en) An Artist's Model (en) (1895), mais en 1899, elle a épuisé ses ressources. Le 2 mai 1899, une soirée de bienfaisance londonienne est organisée pour elle, au Lyceum Theatre, où elle joue dans The Wedding March de William S. Gilbert. Elle récite également un discours d'adieu rimé, écrit pour elle, par Gilbert. Ses dernières représentations ont lieu en 1904, dans le rôle de la duchesse d'Albuquerque dans A Queen's Romance.
Thompson meurt à Londres, à l'âge de 70 ans. Elle est enterrée au cimetière de Kensal Green. Sa fille, Zeffie Agnes Lydia Tilbury, est devenue une actrice connue d'abord sur la scène londonienne et plus tard pour avoir joué des personnages plus âgés, sages ou méchants, dans des films, comme le rôle de « Grandma », dans Les Raisins de la colère (1940) et celui de Mamie Lester dans La Route au tabac (1941).